# Aït Tamlil
Aït Tamlil är en ort i Marocko.   Den ligger i regionen Béni Mellal-Khénifra, 280 km söder om huvudstaden Rabat.